# Walter Luyten (1934)
Walter Luyten (Berlaar, 20 oktober 1934 - Lier, 27 januari 2008) was een Belgisch Vlaams-nationalistisch historicus en politicus voor de Volksunie en vervolgens de N-VA.

## Levensloop
Luyten volgde Latijn-Griekse humaniora aan het Sint-Gummaruscollege van Lier en aan het Klein Seminarie van Mechelen. In 1956 ging hij geschiedenis studeren aan de Katholieke Universiteit Leuven, een studie die hij in 1960 staakte zonder ze te hebben afgemaakt. Daarna was hij van 1960 tot 1962 leraar geschiedenis aan het Sint-Ursula-instituut in Lier en aan het Sint-Romboutscollege in Mechelen.
Tijdens zijn collegejaren engageerde Luyten zich in de Katholieke Studentenactie (KSA) en in Leuven behoorde hij tot de leiding van het Katholiek Vlaams Hoogstudentenverbond (KVHV), dat hij samen met Wilfried Martens en Mik Babylon de federalistische weg liet inslaan. Ook was hij redactielid van het flamingantische scholierenblad Zeventien.
In 1958 werd Luyten politiek actief voor de Volksunie en werd secretaris van de partijafdeling van het arrondissement Mechelen. Omdat hij als leraar door zijn politiek engagement professionele moeilijkheden ondervond, werd hij professioneel actief bij de Volksunie. Van 1962 tot 1969 was hij journalist bij het partijweekblad "Wij". In 1967 lag hij mee aan de basis van de Vlaamse uitgeverij "De Nederlanden" (60 uitgegeven boekentitels) met het Heelnederlands vormingstijdschrift "Nieuw Vlaanderen". Tussen 1969 en 1981 was hij vormingsmedewerker voor het Lodewijk Dosfelinstituut, het politiek vormingsinstituut van de VU. In 1963 werd Luyten lid van de partijraad van de VU en van 1964 tot 1996 zat hij in het partijbestuur. Hij ontwikkelde de eerste congresteksten over pluralisme, was zowel in 1977 als in 1988 een tegenstander van de regeringsdeelname van zijn partij aan de federale regering en stemde in 1977 op de partijraad tegen het in Vlaamsgezinde kringen omstreden Egmontpact.
Voor de Volksunie werd Luyten in 1965 verkozen tot provincieraadslid van Antwerpen, maar hij verzaakte aan het mandaat ten voordele van Ludo Sels, die naast een zetel in de Kamer van volksvertegenwoordigers had gegrepen. Drie jaar later, in 1968, werd hij initieel aangeduid als lijsttrekker voor de Kamerlijst van de Volksunie in het arrondissement Leuven, maar op verzoek van voorzitter Frans Van der Elst stond hij die positie echter af aan Herman Verduyn en werd hij eerste opvolger. Vanaf de verkiezingen van 1971 kwam Luyten op in het arrondissement Mechelen, steevast als eerste opvolger op de Kamerlijst. Bij de eerste rechtstreekse verkiezingen voor het Europees Parlement in juni 1979 haalde hij met bijna 14.000 voorkeurstemmen een behoorlijk resultaat. In 1981 werd hij lid van de Senaat als provinciaal senator voor Antwerpen, wat hij bleef tot in 1985. Vervolgens was hij van 1985 tot 1991 rechtstreeks gekozen senator voor het arrondissement Mechelen-Turnhout. In de periode december 1985-november 1991 had hij als gevolg van het toen bestaande dubbelmandaat ook zitting in de Vlaamse Raad. De Vlaamse Raad was de voorloper van het huidige Vlaams Parlement. Als parlementslid hield hij zich vooral bezig met communautaire kwesties. In de Senaat was hij tussen 1981 en 1991 actief in de commissies Binnenlandse Aangelegenheden, Onderwijs, Buitenlandse Aangelegenheden en Ontwikkelingssamenwerking. Ook zetelde hij van 1982 tot 1985 in de Raadgevende Interparlementaire Beneluxraad. In de Vlaamse Raad was hij van 1985 tot 1987 actief in de commissie Binnenlandse Aangelegenheden en van 1988 tot 1991 in de commissie Buitenlandse en Externe Aangelegenheden, waarvan hij vanaf 1989 ondervoorzitter was.
Ook in zijn gemeente Berlaar was hij zeer lang actief en zetelde hij van 1964 tot 2006 in de gemeenteraad. Van 1995 tot 2000 was hij er schepen van Cultuur en Onderwijs. In 2001 koos hij bij de oprichting resoluut voor de N-VA.
Luyten stond bekend als een Heel-Nederlander en was als voorstander van een Vlaams-Nederlandse confederatie actief in de Nederlandse Taalunie. Ook zette  de principieel republikeinse Luyten zich in voor de Frans-Vlamingen. Hij was een fervent bezoeker van Frans-Vlaanderen en organiseerde honderden cultureel-toeristische busreizen naar deze Noord-Franse streek, waar hij vele vrienden had in de plaatselijke autonomistische beweging. Aangezien Luyten een fervent zanger was, duurde het niet lang of hij bracht een parodie uit op het Franse nationaal volkslied “La Marseillaise”.
Luyten was tevens een zeer actief volksnationalist en reisde veel om contacten te leggen met andere volksnationalistische bewegingen in het buitenland. Zo voelde hij zich sterk betrokken bij de Baskische en Litouwse ontvoogdingsstrijd en richtte daartoe in 1972 het Vlaams Komitee voor Steun aan Nationale Minderheden op. Deze beide volkeren drukten dan ook hun dankbaarheid uit ten aanzien van Luyten. Op 24 april 2007 werd Walter gehuldigd in Baskenland voor zijn jarenlange inzet voor de Baskische zaak, waarbij hij in aanvaring kwam met de Spaanse autoriteiten. Tijdens de Franco-dictatuur deelde hij in 1975 samen met zijn partijgenoot Willy Kuijpers pamfletten uit aan de kathedraal van Guernica voor een vrij Baskenland. Ze werden door de Guardia Civil opgepakt en onmiddellijk over de grens gezet. Luyten zette samen met zijn Berlaarse dorpsgenoot priester-leraar Ludo Docx het Vlaams Steunkomitee voor Baskische scholen (Flandriatik Ikastolenzat) op. Ze organiseerden grote benefietconcerten met Baskische zangers en groepen in Antwerpen en Brugge. De opbrengst ging naar de uitbouw van het vrije Baskischtalige scholennet ("ikastolas") in Noord-Baskenland (Frankrijk). Ook verzette hij zich tegen de uitlevering van Baskische vluchtelingen aan Spanje en had hij verscheidende persoonlijke contacten met prominente Baskische nationalisten, zoals professor Txillardegi en Europees Parlementslid Karmelo Landa.
Bij de onafhankelijkheidsverklaring van Litouwen in februari 1991 hield Walter Luyten zijn toespraak voor het parlement in Vilnius op het moment dat dat door Sovjettanks werd belegerd. Hiervoor kreeg hij in 2006 'The Cross of Commander of the Order for Merits to Lithuania' uit de handen van president Valdas Adamkus. Walter Luyten is daarmee de enige Vlaming ooit die deze onderscheiding te beurt viel.
Ook zetelde Luyten enkele jaren in de raad van beheer van de BRT.
Hij overleed op 73-jarige leeftijd na een slepende ziekte.